# Antwerp (Ohio)
Antwerp – wieś w USA, w hrabstwie Paulding, w stanie Ohio. Aktualnie (2014) burmistrzem wsi jest Tom Van Vlerah.
W roku 2010, 26,3% mieszkańców było w wieku poniżej 18 lat, 7,3% było w wieku od 18 do 24 lat, 24,1% miało od 25 do 44 lat, 26,5% miało od 45 do 64 lat, a 15,7% było w wieku 65 lat lub starszych. We wsi było 48,2% mężczyzn i 51,8% kobiet.
Liczba mieszkańców w 2010 roku wynosiła 1 736, a w 2012 wynosiła 1719.

## Urodzeni w Antverp
- Asa Long (1904–1999), arcymistrz USA w grze w warcaby angielskie. Mistrz USA w roku 1920 i 1984[3].